# 難升米
難升米（なしめ／なんしょうめ／なんしょうまい）または難斗米（なとめ）は、3世紀の人物（生没年不詳）。邪馬台国の卑弥呼が魏に使わした大夫。

## 概要
『三国志』魏書巻三十・東夷伝・倭人の条（魏志倭人伝）中に卑弥呼の使いとして登場する。
景初3年（239年）6月、卑弥呼は帯方郡に大夫の難升米と次使の都市牛利を遣わし、太守の劉夏に皇帝への拝謁を願い出た。劉夏はこれを許し、役人と兵士をつけて彼らを都まで送った。難升米は皇帝に謁見して、男の生口4人と女の生口6人、それに班布2匹2丈を献じた。12月に皇帝は詔書を発し、遠い土地から海を越えて倭人が朝貢に来た事を悦び、卑弥呼を親魏倭王と為し、金印紫綬を仮授した。皇帝は難升米と都市牛利の旅の労苦をねぎらい、難升米を率善中郎将に牛利を率善校尉に為して銀印青綬を授けた。皇帝は献上物の代償として絳地交龍（コウジコウリュウ）の錦5匹、コウジスウゾクのケイ（けおりもの）10張、センコウ50匹、紺青50匹、紺地句文の錦3匹、細班華の（けおりもの）5張、白絹50匹・金8両・五尺の刀を2ふり・銅鏡100枚、真珠、鉛丹を各50斤の莫大な下賜品を与えた。朝貢は形式的な臣従の代償に、莫大な利益をもたらすものであった。
正始6年（245年）、皇帝は詔して、帯方郡を通じて難升米に黄幢（黄色い旗さし）を仮授した（帯方郡に保管された）。正始8年（247年）に邪馬台国と狗奴国の和平を仲介するために帯方郡の塞曹掾史張政が倭国に渡り、その際に難升米に黄幢と詔書を手渡している。
238年の遣使の際に魏から率善中郎将の官職を得ているが、これは243年の邪馬台国からの使者（掖邪狗ら）にも与えられている。
京都大学教授だった内藤湖南の説では、難升米を垂仁朝に常世の国に使者として赴き景行朝に帰朝した田道間守としている。